# Glaciar Oberaletsch
 El glaciar Oberaletsch (en alemán: Oberaletschgletscher, que significa glaciar Upper Aletsch ) es un glaciar de valle en la vertiente sur de los Alpes berneses, en el cantón de Valais. Tenía una longitud de 9 km con un ancho promedio de poco menos de 1 km y un área de aproximadamente 22 km en 1973. 
El sistema del glaciar Oberaletsch consta de dos brazos aproximadamente iguales. El este toma su punto de partida en el flanco sudoeste del Aletschhorn a alrededor de 3 700 m y se une al brazo occidental (Beichgletscher) en el valle al pie del Nesthorn. Luego el glaciar fluye hacia el sureste hacia el glaciar Aletsch sin llegar a él. La lengua del glaciar termina a alrededor de 2 150 m. Durante la Pequeña Edad de Hielo, a mediados del siglo XIX, el glaciar formaba parte del glaciar Aletsch. 
El Club Alpino Suizo Oberaletschhütte ( 2 640 m     ) está por encima de la unión de los dos brazos glaciares y es accesible para los excursionistas desde 2005 con un nuevo sendero desde Belalp. 
El área del glaciar Oberaletsch, junto con el glaciar Aletsch, fue declarada Patrimonio de la Humanidad por la UNESCO en diciembre de 2001. 